# Stina Blackstenius
Emma Stina Blackstenius (Vadstena, Suecia; 5 de febrero de 1996) es una futbolista sueca. Juega como delantera en el Arsenal de la FA WSL de Inglaterra. Es internacional con la Selección femenina de fútbol de Suecia.

## Clubes
| Club            | País       | Año             |
| --------------- | ---------- | --------------- |
| Vadstena GIF    | Suecia     | 2011 - 2012     |
| Linköpings F.C. | Suecia     | 2013 - 2016     |
| Montpellier HSC | Francia    | 2017 - 2019     |
| Linköpings F.C. | Suecia     | 2019 - 2020     |
| BK Häcken       | Suecia     | 2020 - 2021     |
| Arsenal         | Inglaterra | 2022 - presente |

## Selección nacional

### Partidos y goles marcados en Mundiales y Juegos Olímpicos
| Gol                                                  | Partido | Fecha     | Ubicación      | Rival          | Alineación        | Min | Puntuación | Resultado        | Competición      |
| ---------------------------------------------------- | ------- | --------- | -------------- | -------------- | ----------------- | --- | ---------- | ---------------- | ---------------- |
| Rio de Janeiro Fútbol Femenino Juegos Olímpicos 2016 |         |           |                |                |                   |     |            |                  |                  |
|                                                      | 1       | 3-8-2016  | Río de Janeiro | Sudáfrica      | 69' ( Jakobsson)  |     |            | 1-0 (PG)         | Fase de grupos   |
| 1                                                    | 2       | 12-8-2016 | Brasília       | Estados Unidos | 18' ( Rolfö)      | 61  | 1-0        | 1-1 (4-3 p) (PG) | Cuartos de final |
|                                                      | 3       | 16-8-2016 | Río de Janeiro | Brasil         | 61' ( Jakobsson)  |     |            | 0-0 (4-3 p) (PG) | Semifinal        |
| 2                                                    | 4       | 19-8-2016 | Río de Janeiro | Alemania       | 55' ( Jakobsson)  | 67  | 1-2        | 1-2 (PP)         | Final            |
| Mundial de Francia 2019                              |         |           |                |                |                   |     |            |                  |                  |
|                                                      | 5       | 11-6-2019 | Rennes         | Chile          | 65' ( Hurtig)     |     |            | 2-1 (PG)         | Fase de grupos   |
|                                                      | 6       | 20-6-2019 | Le Havre       | Estados Unidos | Principal         |     |            | 0-2 (PP)         | Fase de grupos   |
| 3                                                    | 7       | 24-6-2019 | París          | Canadá         | 90+4' ( Anvegård) | 55  | 1-0        | 1-0 (PG)         | Octavos de final |
| 4                                                    | 8       | 29-6-2019 | Rennes         | Alemania       | Principal         | 48  | 2-1        | 2-1 (PG)         | Cuartos de final |
|                                                      | 9       | 3-7-2019  | Lyon           | Países Bajos   | 111' ( Larsson)   |     |            | 0-1 (PP)         | Semifinales      |
|                                                      | 10      | 6-7-2019  | Niza           | Inglaterra     | Principal         |     |            | 2-1 (PG)         | Tercer puesto    |
| Tokio Fútbol Femenino Juegos Olímpicos 2020          |         |           |                |                |                   |     |            |                  |                  |
| 5                                                    | 11      | 21-7-2021 | Tokio          | Estados Unidos | 63' ( Hurtig)     | 24  | 1-0        | 3-0 (PG)         | Fase de grupos   |
| 6                                                    | 11      | 21-7-2021 | Tokio          | Estados Unidos | 63' ( Hurtig)     | 53  | 2-0        | 3-0 (PG)         | Fase de grupos   |
| 7                                                    | 12      | 24-7-2021 | Saitama        | Australia      | 59' ( Hurtig)     | 82  | 4-2        | 4-2 (PG)         | Fase de grupos   |
| 8                                                    | 13      | 30-7-2021 | Saitama        | Japón          | 75' ( Hurtig)     | 53  | 2-1        | 3-1 (PG)         | Cuartos de final |
|                                                      | 14      | 2-8-2021  | Yokohama       | Australia      | 90+4' ( Hurtig)   |     |            | 1-0 (PG)         | Semifinal        |
| 9                                                    | 15      | 6-8-2021  | Yokohama       | Canadá         | 105' ( Anvegård)  | 34  | 1-0        | 1-1 (2-3 p) (PP) | Final            |

### Partidos y goles marcados en Campeonatos Europeos
| Gol           | Partido | Fecha     | Ubicación  | Rival        | Alineación        | Min | Puntuación | Resultado | Competición      |
| ------------- | ------- | --------- | ---------- | ------------ | ----------------- | --- | ---------- | --------- | ---------------- |
| Eurocopa 2017 |         |           |            |              |                   |     |            |           |                  |
|               | 1       | 17-7-2017 | Breda      | Alemania     | 56' ( Rolfö)      |     |            | 0-0 (PE)  | Fase de grupos   |
| 1             | 2       | 21-7-2017 | Deventer   | Rusia        | 73' ( Hammarlund) | 51  | 2-0        | 2-0 (PG)  | Fase de grupos   |
| 2             | 3       | 25-7-2017 | Doetinchem | Italia       | Principal         | 47  | 2-2        | 2-3 (PP)  | Fase de grupos   |
|               | 4       | 29-7-2017 | Doetinchem | Países Bajos | Principal         |     |            | 0-2 (PP)  | Cuartos de final |
| Eurocopa 2022 |         |           |            |              |                   |     |            |           |                  |
|               | 5       | 9-7-2022  | Sheffield  | Países Bajos | 70' ( Hurtig)     |     |            | 1-1 (PE)  | Fase de grupos   |
|               | 6       | 13-7-2022 | Sheffield  | Suiza        | 79' ( Blomqvist)  |     |            | 2-1 (PG)  | Fase de grupos   |

## Palmarés

### Campeonatos nacionales
| Título                | Club                    | País       | Año     |
| --------------------- | ----------------------- | ---------- | ------- |
| Copa de Suecia        | Linköpings F.C.         | Suecia     | 2013-14 |
| Copa de Suecia        | Linköpings F.C.         | Suecia     | 2014-15 |
| Damallsvenskan        | Linköpings F.C.         | Suecia     | 2016    |
| Damallsvenskan        | Kopparbergs/Göteborg FC | Suecia     | 2020    |
| Copa de Suecia        | Kopparbergs/Göteborg FC | Suecia     | 2020-21 |
| FA Women's League Cup | Arsenal F. C.           | Inglaterra | 2022-23 |
| FA Women's League Cup | Arsenal F. C.           | Inglaterra | 2023-24 |

### Campeonatos internacionales
| Título            | Equipo        | Sede           | Año     |
| ----------------- | ------------- | -------------- | ------- |
| Europeo Sub-19    | Suecia        | Israel         | 2015    |
| Juegos Olímpicos  | Suecia        | Río de Janeiro | 2016    |
| Juegos Olímpicos  | Suecia        | Tokio          | 2020    |
| Liga de Campeones | Arsenal F. C. | Lisboa         | 2024-25 |